# زمین‌لرزه ۱۳۹۸ آذربایجان شرقی
زمین‌لرزه ۱۳۹۸ ترکمانچای به بزرگی ۵٫۹ در مقیاس بزرگای گشتاوری ۲ و ۱۷ دقیقه و ۳ ثانیه بامداد جمعه ۱۷ آبان ۱۳۹۸ در نزدیکی شهر ترکمانچای، استان آذربایجان شرقی رخ داد. ترکمانچای یا ترکمنچای یکی از شهرهای قدیمی و تاریخی ایران که در شهرستان میانه استان آذربایجان شرقی واقع شده‌است. این زمین‌لرزه در تبریز و شهرهای اطراف مانند هریس، هشترود، مهربان، اسکو بسیار محسوس بود و موجب وحشت مردم آن مناطق شد. کانون این زلزله در موقعیت ۳۷٫۷۱ شمالی و ۴۷٫۵۲ شرقی ثبت شده‌است. به علت قطع بودن سامانه اینترنتی مرکز لرزه‌نگاری ایران کانون و قدرت این زمین‌لرزه مشخص نیست، اما بر اساس اعلام سامانه لرزه‌نگاری جهانی قدرت این زمین لرزه ۶ ریشتر بوده‌است. این زمین‌لرزه در استان‌های شمال غرب کشور، از جمله استان آذربایجان شرقی، استان زنجان، استان اردبیل، بخش‌هایی از گیلان و نواحی شمالی استان تهران نیز احساس شده‌است. نزدیک‌ترین شهرها به کانون این زمین‌لرزه، ۱۸ کیلومتری ترکمانچای، آذربایجان شرقی
۲۴ کیلومتری ترک ،۲۵ کیلومتری سراب، آذربایجان شرقی هستند. در روستای ورنکش بخش ترکمانچای شهرستان میانه تاکنون ۵ نفر جان خود را از دست دادند و ۲۵۱ نفر مصدوم شده‌اند.
بیشترین خسارت در روستاهای ورنکش، بالسین، ورزقان، گاوینه رود ، حلمسی ، دستجرد ، بلوکان و صومعه علیا رخ داد.
همچنین زمین‌لرزه دیگری به بزرگی ۴٫۸ ریشتر ساعت ۲ و ۳۷ دقیقه و ۱۶ ثانیه بامداد جمعه حوالی گردکشانه در استان آذربایجان غربی را نیز لرزاند.